# Niederschönenfeld
Niederschönenfeld est une commune de Bavière (Allemagne), située dans l'arrondissement de Danube-Ries, dans le district de Souabe.

## Personnalités liées à la ville
- Étienne III de Bavière (1337-1413), duc de Bavière mort au monastère de Niederschönenfeld